# Polystyliphora axi
Polystyliphora axi is een platworm (Platyhelminthes). De worm is tweeslachtig. De soort leeft in het zoute water.
Het geslacht Polystyliphora, waarin de platworm wordt geplaatst, wordt tot de familie Polystyliphoridae gerekend.